# Medalla de Scinde

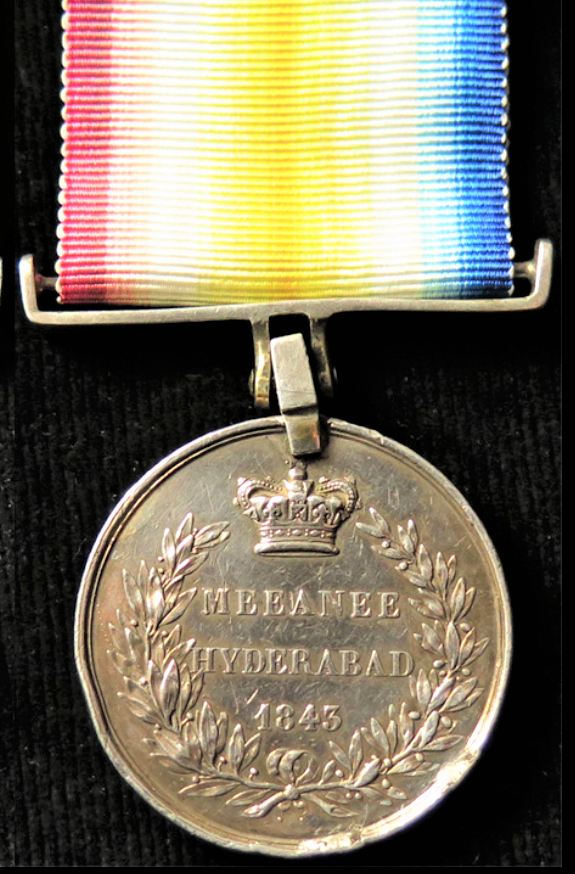
Revers per Meeanee i Hyderabad

La Medalla Scinde (anglès: Scinde Medal, sindhi: سندي ميڊل) va ser autoritzada el 22 de setembre de 1843 i atorgada als soldats de l'Honorable Companyia de les Índies Orientals, el 22è Regiment d'Infanteria de l'Exèrcit Britànic i els membres de la Marina Índia que tripulaven la Flotilla de l'Indus, que van participar en la conquesta de Scinde pel Major General Sir Charles Napier entre 1842 i 1843.

## Història
Sir Charles Napier va ser enviat a Sindh amb el propòsit de reprimir els emirs de Sindh, Mir Rustam Khan Talpur, Mir Nasir Khan Talpur i Mir Sher Muhammad Talpur. Havien fet diverses manifestacions hostils contra el govern britànic després de la fi de la Primera Guerra Angloafganesa, duent a terme freqüents atacs contra els combois britànics que viatjaven entre l'Índia i l'Afganistan. La campanya del general Napier contra aquests amirs va resultar, després de les victòries de Miani i Hyderabad, en la subjugació completa de la província de Sindh i la seva annexió a la presidència de Bombai del Raj britànic.

## Descripció
La medalla, dissenyada per William Wyon, era un disc de plata de 36 mil·límetres (1,4 polzades) d'amplada, amb el següent disseny:

- Anvers: Bust diademat de la reina Victòria mirant a l'esquerra amb la inscripció Victoria Regina.
- Revers : Es van emetre tres versions diferents, totes amb el nom i l'any de la batalla o batalles on hi era present el destinatari, envoltat d'una corona de llorer i coronat per una corona:

- MEEANEE / 1843. Per la seva participació a la batalla de Miani (o Meeanee), 17 de febrer de 1843.
- HYDERABAD / 1843. Per la seva participació a la batalla d'Hyderabad, 24 de març de 1843.
- MEEANEE / HYDERABAD / 1843. Per la seva participació en ambdues batalles.

- Suspensió: Una agulla d'acer recte i liga de barra recta. Els lligams de les medalles atorgades al 22è Regiment d'Infanteria van ser substituïdes per unes de plata a costa del comandant de la unitat, el tinent coronel Pennefather, després que es distingissin especialment.[5]
- Cinta: de 45 mil·límetres (1,8 polzades) amb patró d'arc de Sant Martí i vermell, blanc, groc, blanc i blau.[6]
- Gravat: Imprès o gravat amb el nom del destinatari i el regiment al voltant de la vora.[4]